# Buenos Aires National Wildlife Refuge
Die Buenos Aires National Wildlife Refuge ist ein Wildschutzgebiet vom Typ eines National Wildlife Refuge in einem semi-ariden Ausläufer der Sonora-Wüste. Sie liegt im Altar-Valley im Pima County im Süden des US-Bundesstaates Arizona und grenzt an Mexiko. Im Gebiet gibt es eine Vielzahl von Vögeln. Die Landschaft besteht aus Halbwüste mit Bergzügen und mehreren markanten Schluchten.
Das Reservat beherbergt insgesamt mehr als 325 Vogelarten und 53 Arten von Reptilien und Amphibien. Säugetiere sind mit 58 Arten vertreten. Die größten darunter sind Maultierhirsch, Weißwedelhirsch, Gabelantilope, Halsbandpekari und Puma.
Im Bereich des Schutzgebietes und den umliegenden Gebieten kommt außerdem eine kleine Population des Jaguars vor. Diese steht mit den Beständen in Mexiko in Verbindung. Zwischen 1996 und 2007 konnte ein Jaguarmännchen, das mit dem Namen „Macho B“ bezeichnet wurde, immer wieder nachgewiesen werden. Sein Streifgebiet lag in den Jahren 2004 bis 2007 in den Bergen um das Altar-Valley, das im Reservat liegt. Im Gebiet wurde hinaus wurde mindestens ein weiterer Jaguar während der Studie nachgewiesen.